# Elsebeth Mercedis Gunnleygsdóttur

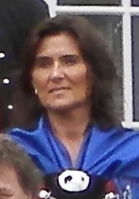
Elsebeth Mercedis Gunnleygsdóttur

Elsebeth Mercedis Gunnleygsdóttur (* 26. Oktober 1963 in Klaksvík, Färöer) ist eine färöische Polizistin und Politikerin der konservativen Volkspartei (Fólkaflokkurin). Sie ist seit 2011 Abgeordnete im Løgting.

## Laufbahn
Elsebeth Mercedis Gunnleygsdóttur arbeitete nach ihrem Schulabschluss zwei Jahre (1983–85)
als Assistentin bei Postverk Føroya. Danach begann sie eine Ausbildung bei der Polizei.

### Politik
Elsebeth Mercedis Gunnleygsdóttur sitzt seit 2009 im Stadtrat ihres Heimatortes Klaksvík. Sie saß dort dazu noch in verschiedenen Ausschüssen.
Ende Oktober 2011 wurde sie mit 344 persönlichen Stimmen erstmals in das Løgting gewählt. Sie hatte den Vorsitz im Justizausschuss inne und war ebenfalls Mitglied im Wohlfahrtsausschuss.
Bei den Wahlen zum Løgting am 1. September 2015 wurde sie mit 371 persönlichen Stimmen wiedergewählt. Nach dem Parteiaustritt von Annika Olsen ist sie nicht nur in ihrer Fraktion, sondern in der gesamten Opposition der einzige weibliche Abgeordnete.

## Familie
Die Tochter von Ellinor Maria und Gunnleyður Jakobsen ist mit Finn Hansen verheiratet. Das Paar hat drei Kinder.